# Сафаров, Юрий
Ю́рий Сафа́ров — грузинский и российский актёр кино.

## Биография
Юрий родился 10 июля 1971 года в Тбилиси. Его мать — преподаватель музыки, отец — бизнесмен. После школы поступил в Академию гражданской авиации, но вскоре был оттуда отчислен за нарушение дисциплины. Ушёл в армию, служил в морской пехоте. После увольнения в запас  поступил в Тбилисский театральный институт, играл в Тбилисском драматическом театре. В 1994 году переехал в Москву.
Амплуа — моджахеды, басмачи, бандиты, дембеля́.

## Фильмография
- 1994 — Блюз
- 2002 — Моя граница
- 2003 — Театральный блюз (в титрах не указан)
- 2004 — Солдаты 1 и 2 — сержант Фомин
- 2004 — Солдаты. Здравствуй, рота, Новый год — сержант Фомин
- 2006 — Под ливнем пуль — Кабахидзе (в 4-й серии «Противостояние»)
- 2007 — Одна любовь на миллион — Хамид
- 2007 — Солдаты. Новый год, твою дивизию! — сержант Фомин
- 2008 — Ключи от счастья — Ахмед
- 2008 — Короли игры — бандит (в 3-й серии)
- 2008 — Мираж (эпизод)
- 2009 — На игре — Аслан
- 2009 — Сказка про темноту — Баграт
- 2009—2010 — Кармелита. Цыганская страсть — цыган Джура
- 2010 — Женские мечты о дальних странах — Камиль
- 2010 — Утомлённые солнцем 2: Предстояние — сержант Хадыров
- 2011 — Generation П — Гусейн
- 2014 — На глубине — Омар
- 2016 — Джокер 2. Операция «Капкан»